# Сражение при Керацини
Сражение при Керацини (греч. Μάχη στο Κερατσίνι) — одно из сражений греческой революции 1821 года, во время которого повстанцы под командованием Георгиоса Караискакиса предприняли неудачную попытку снять осаду с афинского Акрополя.

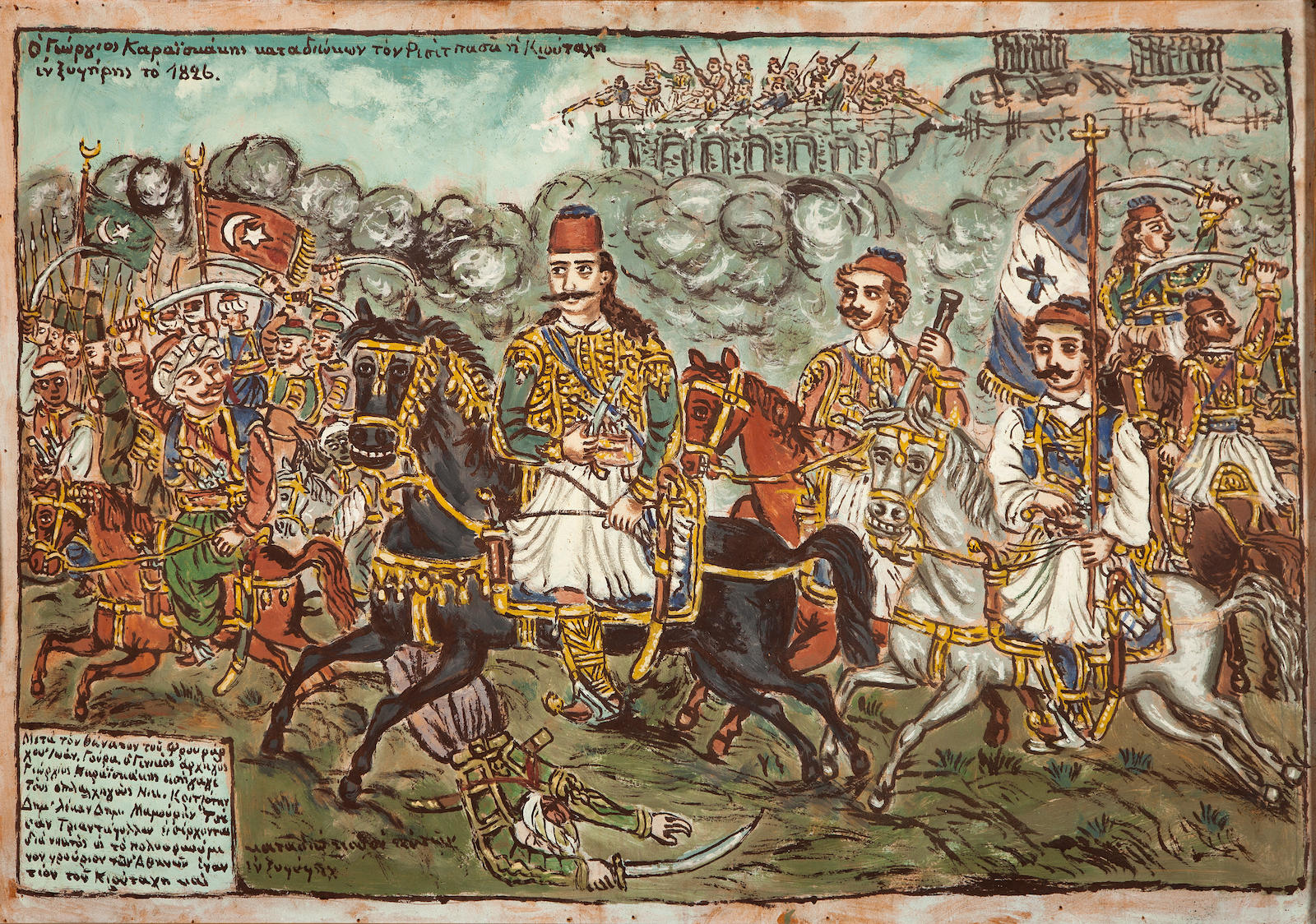
Георгиос Караискакис. Рисунок

С 16 июля 1826 года османские войска осаждали последний оплот греков в средней Греции — афинский Акрополь. Греческое правительство неоднократно отдавало приказы деблокировать осаждённых. 27 января 1827 года попытка повстанцев снять осаду закончилась поражением на подступах к городу. Следующая попытка была предпринята в начале марта.
Георгиос Караискакис, оставив часть сил в Центральной Греции, во главе 1500 бойцов прибыл в Элефсис, в 40 км западнее Афин. С его приходом к Элефсису подошёл Васос Мавровуниотис с отрядом, который после поражения у Каматеро стоял у города Мегара. 2 марта 1200 бойцов во главе с Караискакисом заняли позиции в Керацини (сегодняшний район города Пирей), всего в 10 км западнее Афин. 250 из них под командованием Н. Касомулиса заняли стенку — загон Сарделаса.
Командующий османскими силами Кютахья Решид Мехмед-паша, лучший из османских военачальников, получив сообщение что греки разбили лагерь недалеко от Афин, выступил во главе 6 тысяч пехотинцев и 600 всадников. Кютахья с удивлением смотрел на занятый греками загон. Дав приказ 2 тысячам турко-албанцев атаковать наспех сооружённые повстанцами бастионы на флангах, Кютахья установил пушки напротив загона и начал его обстрел. Ядра проходили стенку насквозь, но защитники загона не дрогнули, выкрикнув «здесь мы и умрём». Малыми жертвами защитники были обязаны своему гаврошу, который сидя на стенке сообщал о выстрелах при которых защитники бросались на землю.
Обстрел продолжался 4 часа. Турки выпустили 300 ядер и почти разрушили загон, после чего пошли в атаку. Защитники подпустили их на 20 шагов и открыли огонь. Турки дрогнули и отступили. Немедленно последовала контратака 250 защитников. Караискакис засел в засаде и послал Хадзимихалиса с его кавалерией, которая насчитывала всего 64 клинка, спровоцировать турок и привести их к нему. Хадзимихалис атаковал и смешался с турецкой кавалерией, которая превосходила его силы в 10 раз. Когда греческие всадники вышли из переделки, наблюдавшие за их дерзким рейдом защитники бастионов сняли свои фески и перекрестились. Турецкая кавалерия погналась за всадниками Хадзимихалиса и вышла на засаду Караискакиса. Началась резня турецкой кавалерии. Наблюдавшие за боем 500 защитников полуострова Кастелла, Пирей под командованием Иоанниса Макриянниса, также ринулись в бой, угрожая левому флангу турок, но и защитники Акрополя атаковали осаждавших их турок.
Греки не достигли цели, хотя и победили. В лагерь Караискакиса стали стекаться и другие повстанцы, и его отряд достиг 3 тысяч бойцов. Борьба за снятие осады продолжилась.